# Chełmiec (Sępopol)
Pour les articles homonymes, voir Chełmiec.
Chełmiec est un village polonais de la voïvodie de Varmie-Mazurie, dans le powiat de Bartoszyce.